# Gaastra
Gaastra – miasto w Stanach Zjednoczonych, w stanie Michigan, w hrabstwie Iron.